# 2938 Хопі
2938 Хопі (2938 Hopi) — астероїд головного поясу, відкритий 14 червня 1980 року.
Тіссеранів параметр щодо Юпітера — 2,753.